# صيداوية (شلاهي)
صيداوية (بالفارسية: صیداویه) هي قرية تقع في إيران في قسم شلاهي الريفي. يقدر عدد سكانها بـ 1,926 نسمة .